# شورستان جبول
شورستان جَبول (عربی: سبخة الجبول) یک کفهٔ نمکی و دریاچه فصلی بزرگ واقع در جنوب شرق شهر حلب سوریه است. این دریاچه آب شور در شهرستان باب استان حلب قرار دارد و بزرگ‌ترین دریاچه طبیعی در سوریه و دومین دریاچه بزرگ این کشور پس از دریاچه مصنوعی اسد است.
این دریاچه در قدیم با اختلافات زیاد سطح آب در فصول گوناگون روبه‌رو بود اما با اجرای پروژه‌هایی که از سال ۱۹۸۸ آغاز شد، حجم زیادی از آب‌های شور دیگر مناطق به این دریاچه سرازیر شد و سطح آن را تثبیت کرد. شورستان جبول در سال ۲۰۰۹ مساحتی در حدود ۱۰۰ کیلومتر مربع داشت و مساحت آن کمابیش ثابت مانده بود. در پیرامون این دریاچه دشت‌های نمکی بزرگی شکل گرفته که از ماهواره‌ها نیز دیده می‌شود. منطقه شورستان جبول شامل یک منطقه حفاظت‌شده طبیعی است که در آن پرندگان آبزی حفاظت می‌شوند. دریاچه جبول از منابع مهم بهره‌برداری نمک در سوریه است. و بسیار جای قشنگی است